# Балтимор Рейвънс
Балтимор Рейвънс (на английски: Baltimore Ravens) е отбор по американски футбол, базиран в Балтимор, Мериленд. Състезават се в Северната дивизия на Американската футболна конференция (АФК) на Националната футболна лига (НФЛ).
Рейвънс са създадени и се присъединяват към НФЛ през 1996, след като тогавашния собственик на Кливлънд Браунс решава да премести отбора в Балтимор. Градската управа и феновете в Кливлънд се противопоставят на идеята и след множество дела двете страни стигат до споразумение – Кливлънд запазва името и историята на стария отбор, а Балтимор получава нов отбор, заедно с всички играчи и треньори.
Рейвънс са печелили Супербоул два пъти – през сезон 2000 и през сезон 2012. В последните години са редовни участници в плейофите.

## Факти
Основан: през 1996
Основни „врагове“:: Питсбърг Стийлърс, Индианаполис Колтс, Уошингтън Редскинс, Тенеси Тайтънс, Кливлънд Браунс, Синсинати Бенгалс,
Носители на Супербоул: (2)
- 2000, 2012

Шампиони на конференцията: (2)
- АФK: 2000, 2012

Шампиони на дивизията: (4)
- АФK Север: 2003, 2006, 2011, 2012

Участия в плейофи: (9)
- НФЛ: 2000, 2001, 2003, 2006, 2008, 2009, 2010, 2011, 2012